# Josh Maja
Joshua Erowoli Orisunmihare Oluwaseun Maja (ur. 27 grudnia 1998 w Londynie) – nigeryjski piłkarz angielskiego pochodzenia występujący na pozycji napastnika we francuskim klubie Girondins Bordeaux oraz w reprezentacji Nigerii. Wychowanek Manchesteru City, w trakcie swojej kariery grał także w takich zespołach, jak Sunderland oraz Fulham.